# Княжева-Махала
Княжева-Махала (болг. Княжева махала) — село в Болгарии. Находится в Монтанской области, входит в общину Брусарци. Население составляет 137 человек.

## Политическая ситуация
Княжева-Махала подчиняется непосредственно общине и не имеет своего кмета.
Кмет (мэр) общины Брусарци — Юлия Робинзонова Каменова (коалиция в составе 2 партий: Граждане за европейское развитие Болгарии (ГЕРБ), Национальное движение «Симеон Второй» (НДСВ)) по результатам выборов в правление общины.